# Hell's Half Acre (Wyoming)
Pour les articles homonymes, voir Hell.
Hell's Half Acre est un grand escarpement rocheux situé à environ 64 kilomètres à l'ouest de Casper, dans le Wyoming aux États-Unis . Couvrant 1,3 km², cette curiosité géologique est composée de ravins profonds, de grottes, de formations rocheuses et de terres indurées érodées. Hell's Half Acre a été utilisé comme décor pour représenter la planète fictive de Klendathu dans le film Starship Troopers. 

## Noms et histoire
L'endroit était connu comme «  The Devil's Kitchen », « The Pits of Hades » et « The Baby Grand Canyon » jusqu'à ce qu'un vacher apparaisse et pense qu'il était à Hell's Half Acre, une zone au sud-ouest de Casper pleine d'alcali et de tourbières. 

Les tribus amérindiennes utilisaient les ravins pour y conduire les bisons à mort lors de leurs chasses.

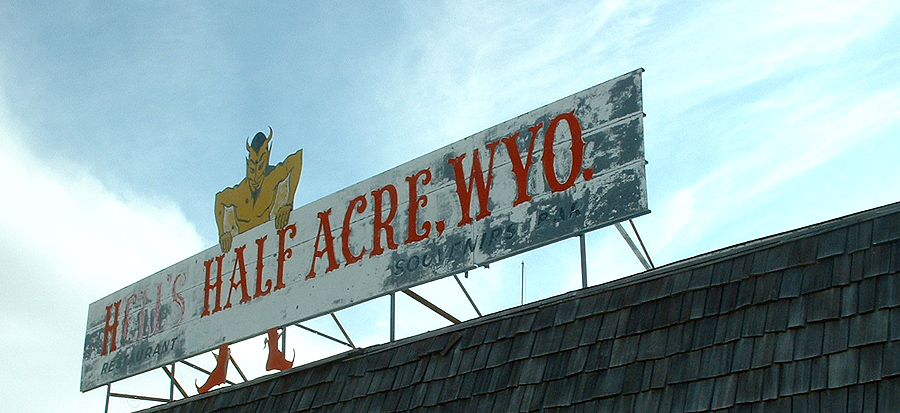
L'enseigne sur le restaurant anciennement situé à Hell's Half Acre.
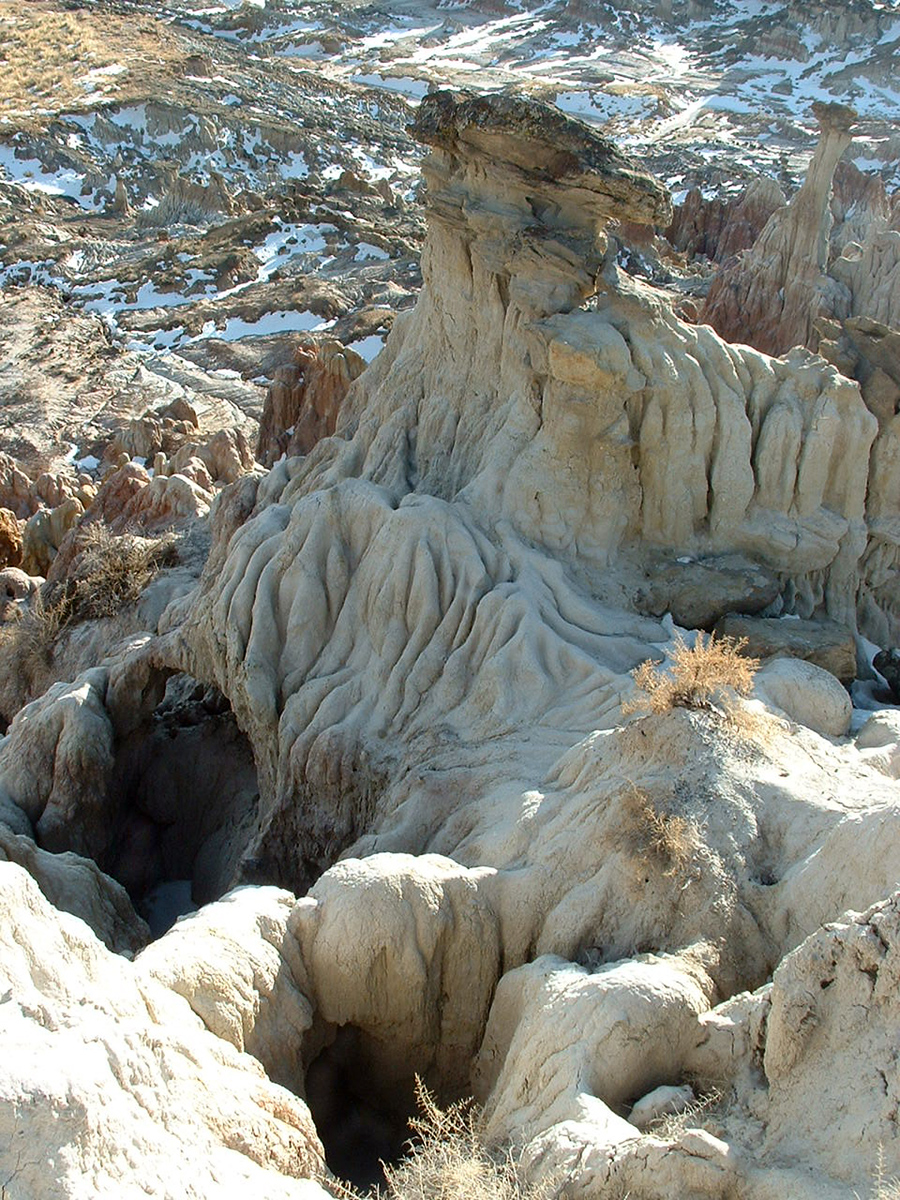
Une formation verticale juste à côté du belvédère.
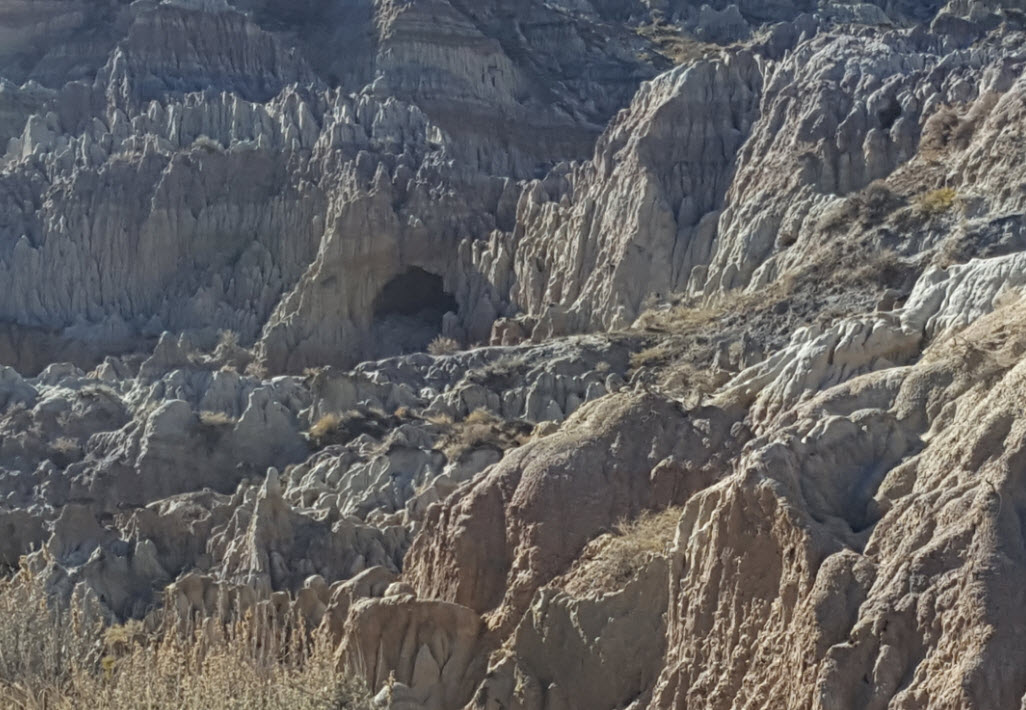
Une formation de grotte dans Hell's Half Acre.
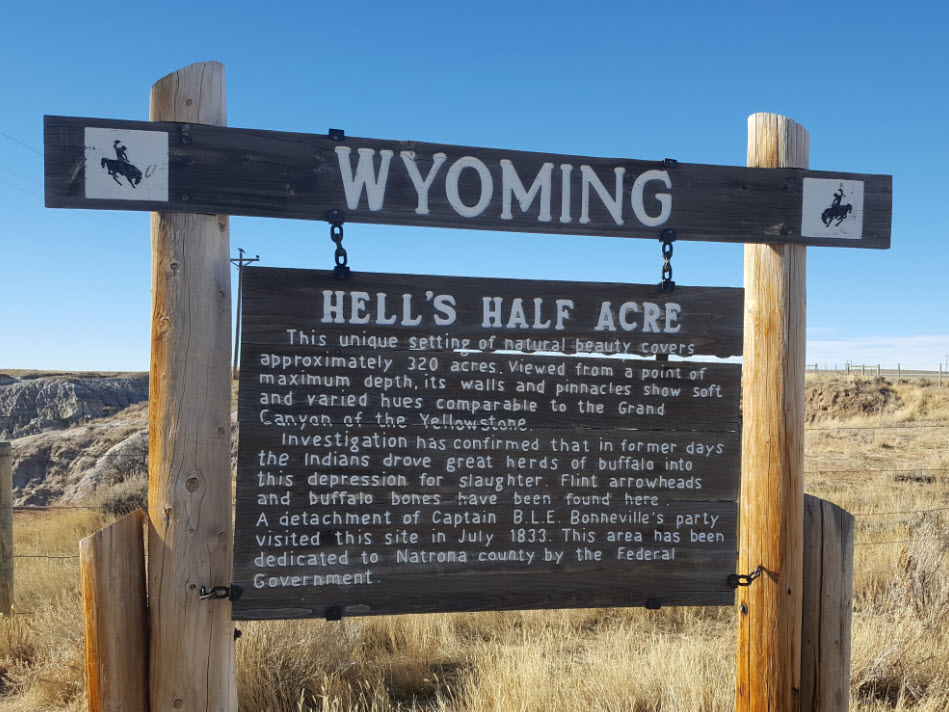
Enseigne commémorative marquant Hell's Half Acre.